# Скънектади
 Тази статия е за града в Съединените щати.  За окръга вижте Скънектади (окръг).  
Скънѐктади (на английски: Schenectady, /skəˈnɛktədi/) е град в щат Ню Йорк, Съединени американски щати, административен център на окръг Скънектади.
Разположен е на река Мохок, на 20 km северозападно от Олбани. Населението му е 65 625 души по приблизителна оценка от 2017 г.
Основан е от гелдерландски колонисти през 1661 г.

## Личности
Родени в Скънектади
- Майкъл Кремо (р. 1948), писател
- Мики Рурк (р. 1956), киноартист
- Майкъл Суонуик (р. 1950), писател
- Андрю Янг (р. 1975), политик

Живели в Скънектади
- Кърт Вонегът, писател